# Arundinaria fargesii
Arundinaria fargesii (Syn.: Bashania fargesii), der Chinesische Bergbambus, ist eine Bambus-Art der Gattung Arundinaria bzw. Bashania.

## Beschreibung
Arundinaria fargesii bildet im natürlichen Verbreitungsgebiet bis zu 10 m hohe Halme aus, die einen Durchmesser von bis zu 60 mm erreichen können. Allerdings werden diese Ausmaße in Mitteleuropa nur unter optimalen Bedingungen und nach einer langen Standzeit erreicht. Die Halme sind grün bis graugrün und nach dem Austrieb leicht weißlich bemehlt, im Alter bilden sich silbrige Flecken. Die Internodien sind bis zu 60 cm lang, die Halmwandungen sind relativ dick, was den Halmen eine große Stabilität verleiht. Pro Nodie werden im ersten Jahr drei Hauptzweige und danach weitere Nebenzweige ausgebildet, die sich in den darauf folgenden Jahren weiter verzweigen. Es bildet sich nur ein sehr unscheinbarer Sulcus kurz über der Zweigknospe aus. Die Länge der Blätter variiert zwischen 10 und 20 cm, die Breite beträgt bis zu 2 cm. Die Blätter sind sehr fest, glänzend und dunkelgrün. A. fargesii bildet sehr viele Ausläufer, die im Gegensatz zu anderen Ausläufer bildenden Bambussen, wie z. B. Phyllostachys, eine Tiefe von mehr als 70 cm erreichen. Die Halme treiben dementsprechend auch aus einer größeren Tiefe aus und sind entsprechend standfest. Die Sprossen sind stark behaart und rotbraun mit grünlichen Rändern.

## Verbreitung
Arundinaria fargesii stammt aus den chinesischen Provinzen Nord-Sichuan, Shaanxi, West-Hubei und Gansu und wächst dort in Höhen bis zu 2500 m.

## Taxonomie
Arundinaria fargesii wurde 1912 von Edmond Gustave Camus in Notulae Systematicae. Herbier du Muséum de Paris. Phanérogamie Band 2, Seite 244 erstbeschrieben. Die Art wurde 1982 durch Pai Chieh Keng und Tong Pei Yi in Journal of Bamboo Research. [Zhuzu Yanjiu Huikan.] 1982, Teil 3 Seite 722 als Bashania fargesii (E.G.Camus) Keng & Yi in die Gattung Bashania gestellt.

## Kultur und Verwendung
Arundinaria fargesii ist winterhart bis zu −26 °C, lässt sich also auch in Europa im Freiland kultivieren. Die Halme werden in China traditionellerweise zur Papierherstellung genutzt und eignen sich auf Grund ihrer Stabilität gut als Bau- und Gerüstmaterial.